# Чайка, Владимира Павловна
Владимира Павловна Чайка (2 апреля 1928 года, с. Шили, Тернопольской области — 21 ноября 2015 года, г. Львов) — украинская оперная певица (лирико-колоратурное сопрано), педагог, профессор Львовской государственной музыкальной академии имени Н. В. Лысенко. Жена скульптора Якова Чайки. Заслуженная артистка Украинской ССР (1977), Народная aртистка Украины (2008).

## Биография
Владимира Павловна Чайка родилась 2 апреля 1928 года в с. Шили Тернопольской области. С 1942 по 1943 год училась в Тернопольской украинской гимназии. В 1947 году окончила педагогическое училище в городе Кременец, филологический факультет Львовского университета (1952, ныне национальный университет), Львовскую консерваторию (1963, ныне Львовская национальная музыкальная академия имени Николая Лысенко; класс П. Кармалюка).
С 1952 года работала учителем украинского языка и литературы в средней школе во Львове, была солисткой хора Дома учителя. С 1963 по 1985 год — солистка Львовского оперного театра.
С 1981 года работает преподавателем сольного пения во Львовской музыкальной академии, профессор кафедры академического пения (2001).
Среди учеников Чайки — С. Сигель-Декар, исполнительница роли С. Крушельницкой в спектакле «Соломия Крушельницкая» Б. Мельничука и И. Литовского в Тернопольском областном драматическом театре.

## Партии
- Оксана («Запорожец за Дунаем» С. Гулака-Артемовского),
- Виолетта, Джильда («Травиата», «Риголетто» Дж. Верди),
- Констанца («Похищение из сераля» В.-А. Моцарта),
- Лейла («Искатели жемчуга» Ж. Бизе) и др.

#### Камерно-концертный репертуар
В камерно-концертном репертуаре певицы — песни на слова Т. Г. Шевченко, песни и романсы А. Кос-Анатольского, С. Людкевича, Г. Майбороды, Д. Сочинского, украинские народные песни, произведения отечественных и зарубежных композиторов.

## Семья
Владимира Павловна Чайка была замужем за скульптором Яковом Чайкой. Их дочь вышла замуж за архитектора И. Наконечного. Внучка Марта и правнук Юрий проживают в Италии. Внук Роман трагически погиб в 18-летнем возрасте.